# Cadrete
Cadrete es una localidad y municipio de la Comarca Central. Está situada a 12 km al sur de la ciudad de Zaragoza (provincia de Zaragoza, España), en el eje formado por el río Huerva. Linda con las poblaciones de Cuarte de Huerva y María de Huerva y con el barrio zaragozano de Casablanca.Cuenta con una población de 4639 habitantes (INE 2024).

## Geografía

### Clima

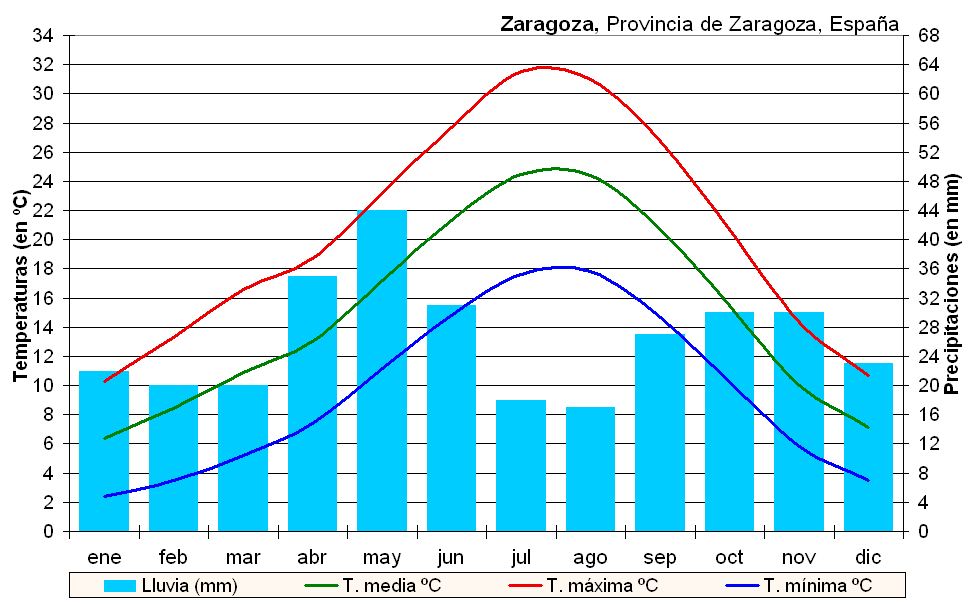
Climograma de Zaragoza (aeropuerto)

Cadrete tiene un clima mediterráneo árido con tendencia continental, que es el propio de la depresión del Ebro. Las características de estos climas son: oscilación térmica elevada, precipitaciones escasas, con máximos equinocciales, y unos veranos cálidos y extraordinariamente secos.
La temperatura más alta de la historia son los 44,1 °C de 1908; y la más baja son los -15,2 °C de 1918 (datos referidos al periodo entre 1906 y 1970).
El viento sopla continua e intensamente en el entorno de Zaragoza, con una media de 19 km/h según datos del INM. Su intensidad crece cuando sopla de direcciones oeste y noroeste (cierzo).

## Toponimia
La localidad está documentada por primera vez en fuentes árabes como Qadrit, que no significa nada en árabe y es, por tanto, una adaptación a la fonética de esta lengua de un topónimo anterior que no nos ha llegado. Existen dos hipótesis acerca del origen de este topónimo. La primera de ellas propone un origen prerromano, con un significado de roca caliza. La segunda supone su origen en el latín vulgar cateracta, procedente a su vez del latín clásico cataracta, que quiere decir salto de agua.

## Historia
Cadrete (Qadrit en árabe) fue fundada en el siglo X como un asentamiento árabe, que dejó como legado una impresionante fortaleza en lo alto de una empinada colina y un magnífico poblado de trazado medieval, que incluye la antigua mezquita, reconvertida en iglesia de estilo morisco durante el periodo de la Conquista Cristiana.
Actualmente Cadrete es una localidad con una economía mixta industrial y agrícola, basada esta última en los productos de huerta, entre los que destaca el cardo, de reconocido prestigio culinario, ya que permite el cultivo de la variedad blanca, de mejor calidad que la variedad verde presente en conservas y congelados. 
El 8 de mayo se dictó el Decreto 73/2007, que autoriza al Ayuntamiento de Cadrete para adoptar su bandera municipal.
Las Armas locales de Cadrete elegidas para la bandera diseñada por D.Antonio Asensio, son elementos alusivos a las fases históricas del municipio. Desde sus orígenes en el s.X Cadrete estuvo habitado exclusivamente por moriscos (hispano-musulmanes) hasta 1610, en que fueron expulsadas las mil veinte personas censadas.
Por la Conquista Cristiana de la ciudad y el territorio de Zaragoza en el año 1118 por Alfonso I el Batallador, los cadretanos se sujetaron a la autoridad de los Reyes, como vasallos adscritos a la jurisdicción de la Corona de Aragón, sin perder sus mezquitas, sus jueces y sus leyes. Durante estos años, el municipio fue vasallo de la Orden del Hospital de San Juan, soberanía concedida en testamento a esta Orden por el rey Alfonso I en 1134, y del Abad del Monasterio de Santa Fe, Orden del Cister que irrumpe en Aragón durante el gobierno de Ramón Berenguer IV extendiendo sus dominios en las riberas del Huerva al fundar en 1341 el Monasterio de Santa Fe.
Bajo la jurisdicción temporal de los Castellanes de Amposta (Orden Hospitalaria) y del Abad de Santa Fe se encontraba Cadrete cuando Felipe III decreto en 1610 la expulsión de todos los moriscos de los dominios españoles. No obstante, las gentes de Cadrete no asumen el gobierno del pueblo directamente, sin intermediarios ni terceros hasta 1835 con la Desamortización decretada por Álvarez Mendizábal.
Por todo lo referido, las Armas locales de Cadrete que constituyen su bandera son en su primera mitad los cuatro palos rojos sobre oro que representa la autoridad de la Corona de Aragón desde el siglo XII, y en su otra mitad la cruz de plata de ocho puntas, emblema de la Orden de San Juan y de sus jefes en Aragón, los Castellanes de Amposta, y el árbol desarraigado verde adoptado por los Abades de Santa Fe.

## Demografía
Cadrete cuenta con una población de 4639 habitantes (INE 2024).
| Gráfica de evolución demográfica de Cadrete entre 1842 y 2021                                                       |
| |
| Población de derecho según los censos de población del INE Población de hecho según los censos de población del INE |

Datos obtenidos del INE

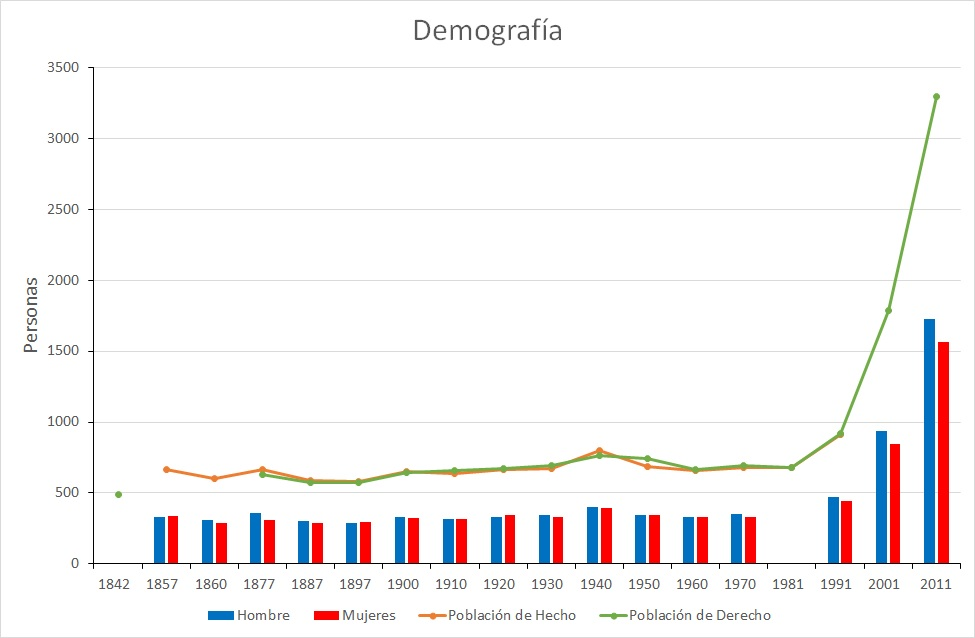
Evolución de la población censada en Cadrete
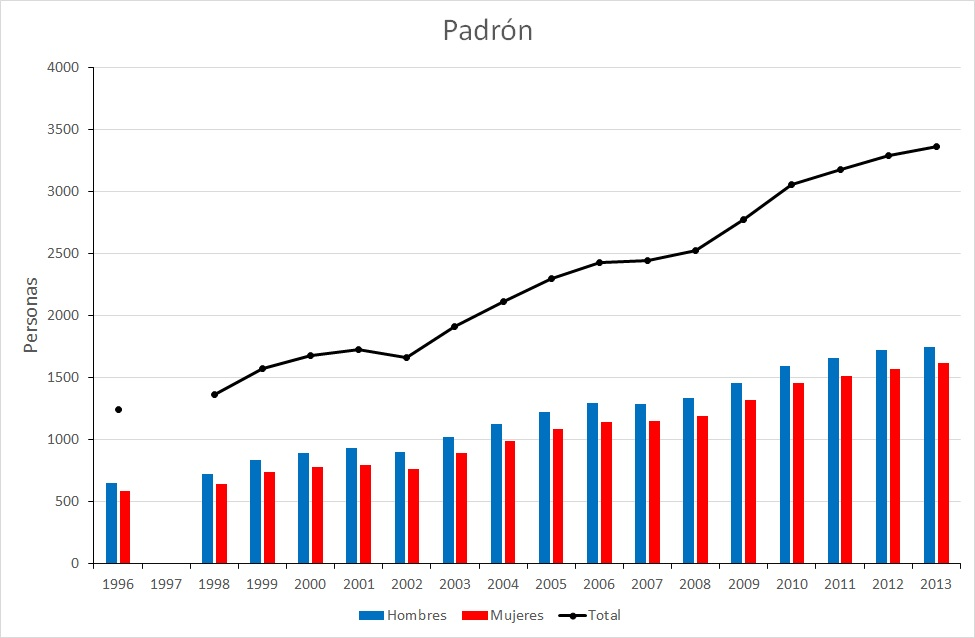
Evolución de la población empadronada en Cadrete

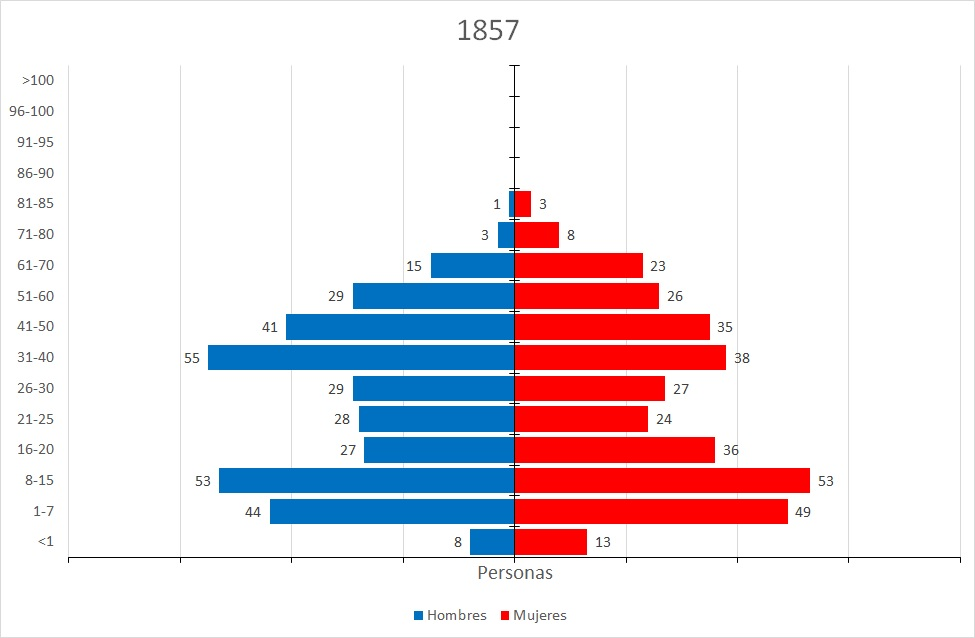
Histograma de población de Cadrete en 1857
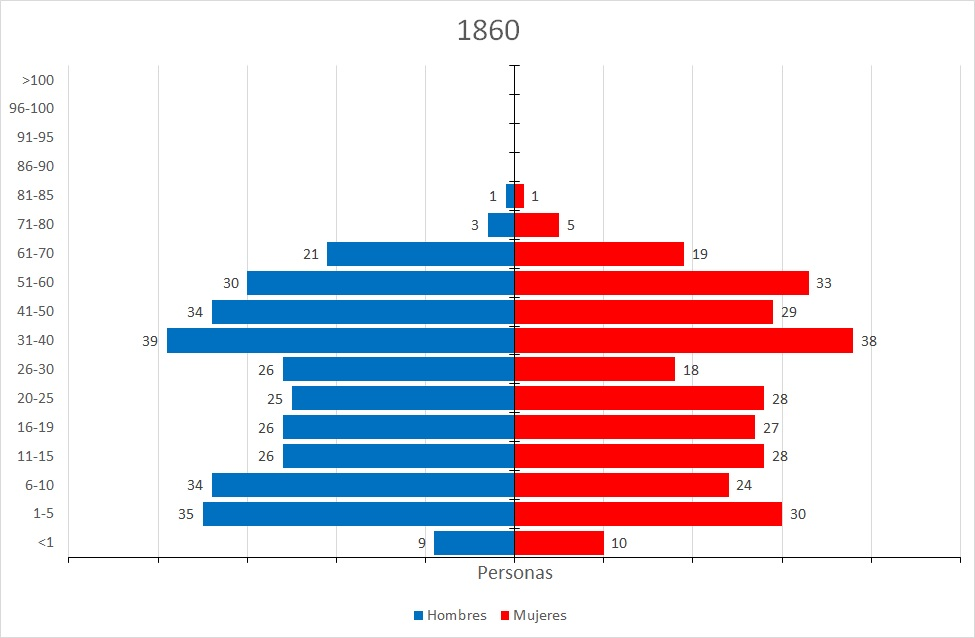
Histograma de población de Cadrete en 1860
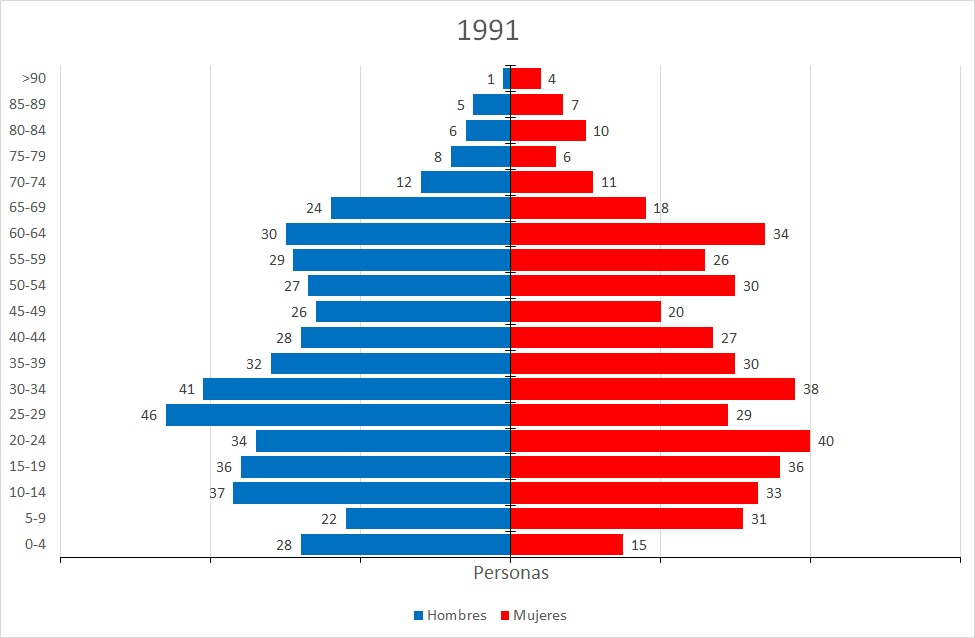
Histograma de población de Cadrete en 1991
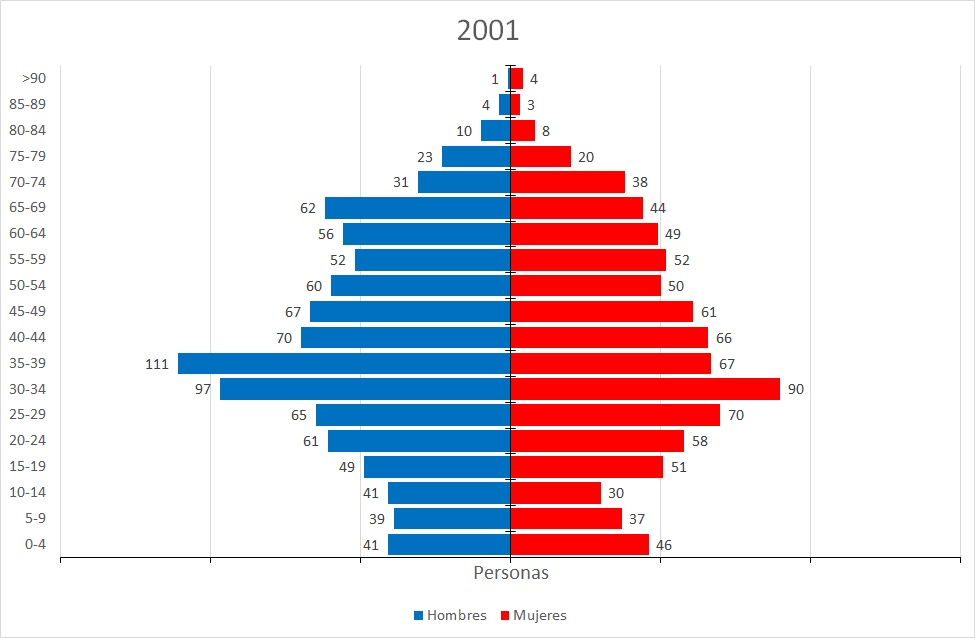
Histograma de población de Cadrete en 2001
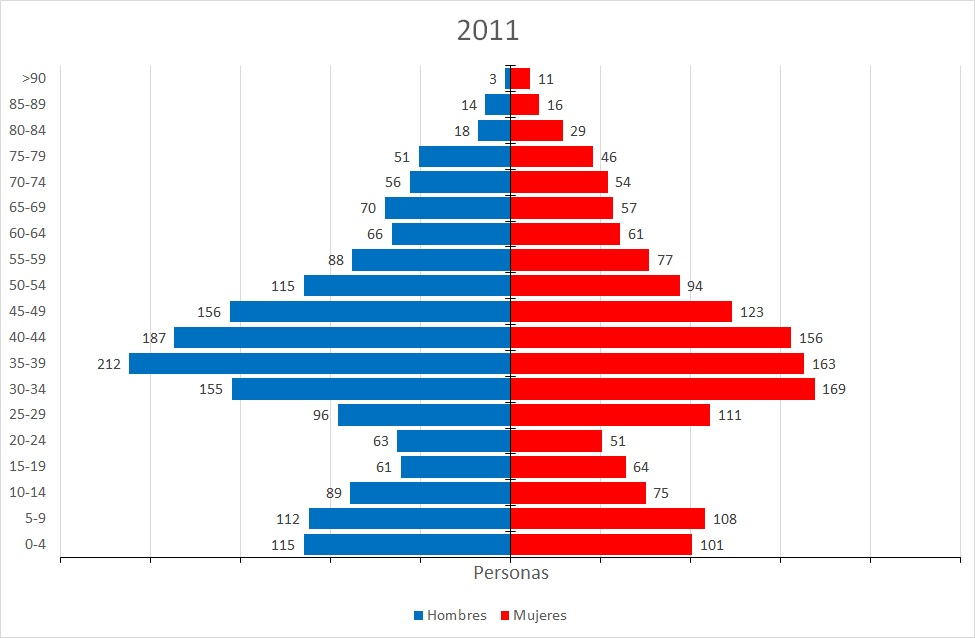
Histograma de población de Cadrete en 2011

## Administración y política

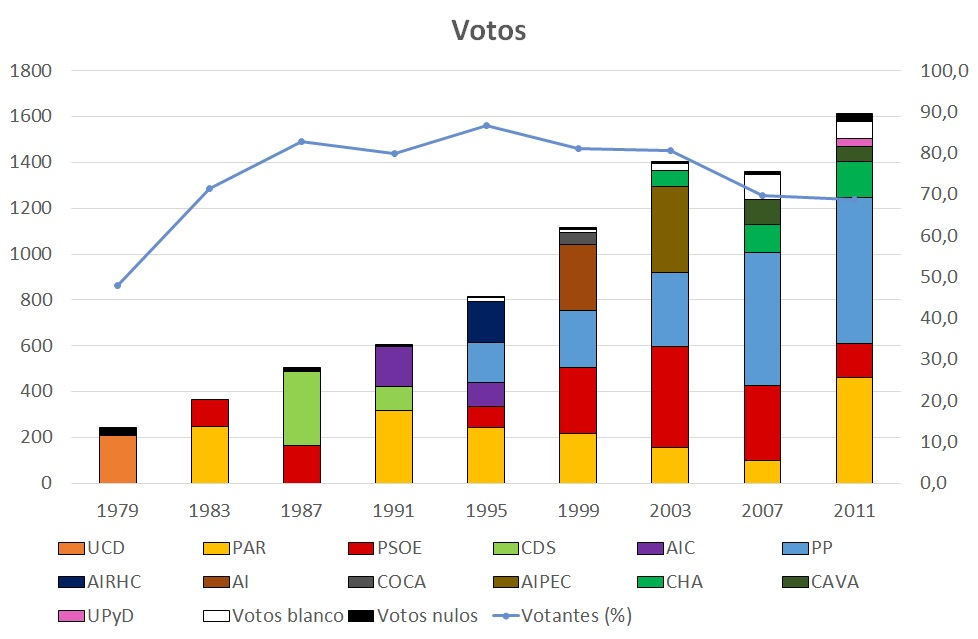
Resultados electorales en las diversas elecciones municipales
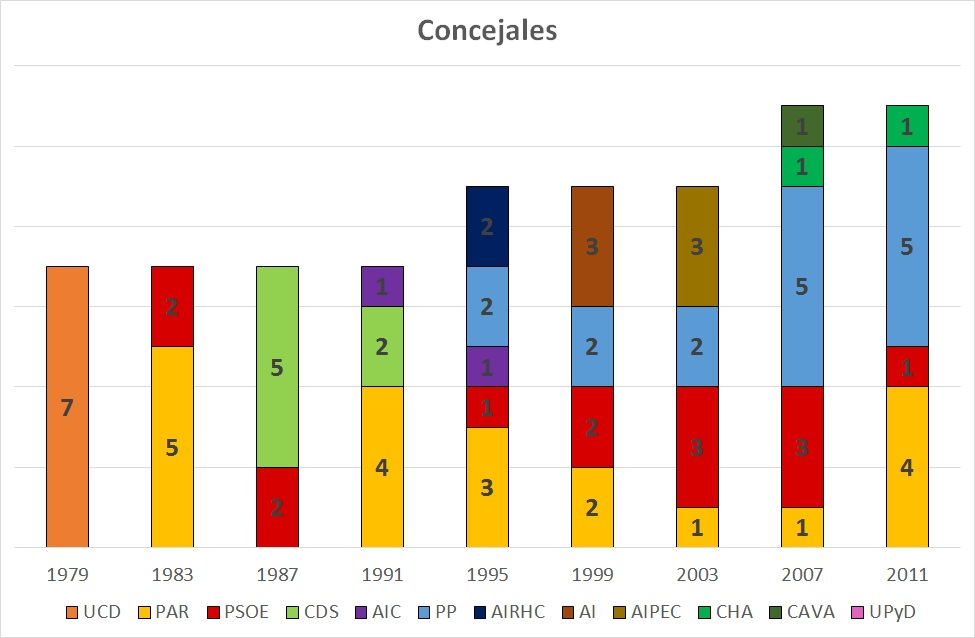
Concejales del Ayuntamiento de Cadrete en las diversas elecciones municipales

| Periodo   | Nombre                        | Partido | Partido                                            |
| --------- | ----------------------------- | ------- | -------------------------------------------------- |
| 1979-1983 | Jesús Campillos Lázaro        |         | Unión de Centro Democrático (UCD)                  |
| 1983-1987 | Jesús Campillos Lázaro        |         | Partido Aragonés (PAR)                             |
| 1987-1991 | Miguel Ángel Bosco Sahún      |         | Centro Democrático y Social (CDS)                  |
| 1991-1995 | Miguel Ángel Bosco Sahún      |         | Partido Aragonés (PAR)                             |
| 1995-1999 | José Tarín Lázaro             |         | Partido Popular de Aragón (PP)                     |
| 1999-2015 | María Ángeles Campillos Viñas |         | Partido Popular de Aragón (PP)                     |
| 2015-2019 | Rodolfo Viñas Gimeno          |         | Partido de los Socialistas de Aragón (PSOE-Aragón) |
| 2019-2022 | María Ángeles Campillos Viñas |         | Partido Popular de Aragón (PP)                     |
| 2022-2023 | Rodolfo Viñas Gimeno          |         | Partido de los Socialistas de Aragón (PSOE-Aragón) |
| 2023-act. | José Bellido Muniesa          |         | Partido Popular de Aragón (PP)                     |

| Partido político    | Partido político                                                    | 1979   | 1983   | 1987   | 1991   | 1995   | 1999   | 2003   | 2007   | 2011   | 2015   | 2019   | 2023   |
| Partido político    | Partido político                                                    | Ediles | Ediles | Ediles | Ediles | Ediles | Ediles | Ediles | Ediles | Ediles | Ediles | Ediles | Ediles |
|                     | Partido Popular de Aragón (PP)                                      | —      | —      | —      | —      | 2      | 2      | 2      | 5      | 5      | 5      | 3      | 3      |
|                     | Partido Aragonés (PAR)                                              | —      | 5      | 0      | 4      | 3      | 2      | 1      | 1      | 4      | 3      | 2      | 0      |
|                     | Partido de los Socialistas de Aragón (PSOE-Aragón)                  | —      | 2      | 2      | 1      | 1      | 2      | 3      | 3      | 1      | 1      | 3      | 4      |
|                     | Chunta Aragonesista (CHA)                                           | —      | —      | —      | —      | —      | —      | 0      | 1      | 1      | 1      | 0      | 1      |
|                     | Aragón Sí Puede                                                     | —      | —      | —      | —      | —      | —      | —      | —      | —      | 1      | —      | —      |
|                     | Unión de Centro Democrático (UCD)-Centro Democrático y Social (CDS) | 7      | —      | 5      | —      | —      | —      | —      | —      | —      | —      | —      | —      |
|                     | Ciudadanos (CS)                                                     | —      | —      | —      | —      | —      | —      | —      | —      | —      | —      | 1      | —      |
|                     | Vox                                                                 | —      | —      | —      | —      | —      | —      | —      | —      | —      | —      | 2      | 3      |
|                     | Independientes                                                      | —      | —      | —      | 2      | 3      | 3      | 3      | 1      | —      | —      | —      | —      |
|                     | Izquierda Unida (IU)                                                | —      | —      | —      | —      | —      | —      | —      | —      | —      | —      | —      | 0      |
|                     | Vive Cadrete 2023 (VICA23)                                          | —      | —      | —      | —      | —      | —      | —      | —      | —      | —      | —      | 0      |
|                     | Federación de los Independientes de Aragón (FIA)                    | —      | —      | —      | —      | —      | —      | —      | —      | —      | —      | —      | 0      |
| Total de concejales | Total de concejales                                                 | 7      | 7      | 7      | 7      | 9      | 9      | 9      | 11     | 11     | 11     | 11     | 11     |

- Resultados electorales en las diversas elecciones municipales[11]
- Concejales del Ayuntamiento de Cadrete en las diversas elecciones municipales[11]

## Cultura

### Fiestas
- Fiestas en Honor al Santo Cristo: Son las fiestas más importantes de la localidad. En ellas se venera al Santo Cristo de Cadrete y se celebra en septiembre. El 14 de septiembre es el día grande de las fiestas. Entre los actos tradicionales destacan la Ofrenda de Flores al Santo Cristo, la subida ciclista a las Planas, la merienda popular de bollos y chocolate, y la comida popular de la vaca.
- Fiestas de Exaltación de la Santa Cruz: Se celebra el 3 de mayo Antiguamente eran las fiestas mayores, pasando a ser las de septiembre en tiempos modernos las fiestas más importantes. Se celebran con una procesión del Cristo de Cadrete y actividades para niños y mayores.
- La Semana Santa: Desde 1898, la Cofradía de la Agonía de Nuestro Señor Jesucristo (en la actualidad, Cofradía del Santo Cristo de Cadrete) acompaña a las imágenes del Santo Cristo, de la Virgen Dolorosa y del Cristo Yacente a lo largo de las calles de Cadrete. Fue en 1998, coincicidiendo con el centenario de la fundación de la Cofradía, se formó la sección de instrumentos de la Cofradía, integrada por tambores, bombos, timbales y cornetas. Recientemente se han incorporado dos nuevas imágenes a las ya existentes: la Entrada de Jesús en Jerusalén y Jesús Camino del Calvario.
- San Jorge: Se celebra el día 23 de abril y es el día de Aragón desde 1982. En este día es habitual que los grupos de amigos o distintas peñas celebren la festividad subiendo al Pilón de San Jorge allí se come magdalenas con moscatel. Antiguamente se bendecían desde allí las cosechas para que dieran buen fruto y evitar las tormentas que las perjudicaran.
- San Juan: 21 de junio tiene lugar el solsticio de verano, es el día más largo del año, una jornada en la que se celebra la Noche de San Juan. Se trata, sin ningún género de dudas, de una fiesta que tiene en la magia uno de sus pilares fundamentales. Fogatas y hogueras se encienden para simbolizar el poder del sol y ayudarle a renovar su energía. En Cadrete, la fiesta de San Juan se celebra con el reparto de patatas asadas alrededor del fuego de las hogueras.

### Patrimonio

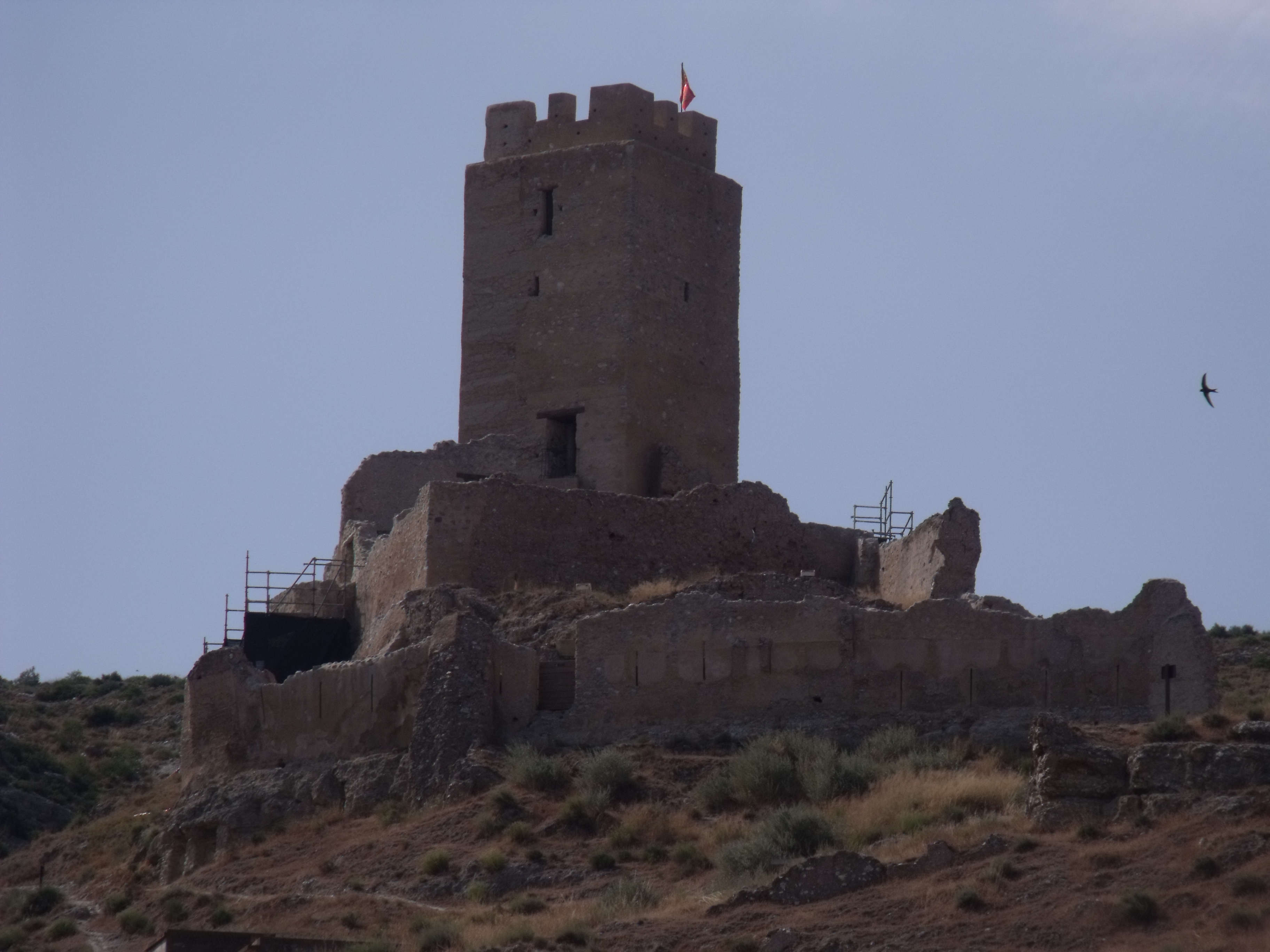
Castillo de Cadrete

- Castillo de Cadrete: la primera mención cristiana de este castillo data de 1213, cuando el rey Pedro II de Aragón lo entregó a Pedro de Navascués. El castillo se encuentra en un cabezo inexpugnable, rodeado por sus tres cuartas partes de acantilados de 70 m de altura, accesible por el lado Sur. Su eje mayor de unos 200 m es perpendicular al de la sierra. Las dimensiones del mismo son de 45 m de largo por 20 m de ancho. Detrás del recinto, justo debajo del muro que rodea la torre continuaba el promontorio rocoso y se practicó un foso de unos 3 metros de profundidad excavado en la roca virgen. Al otro lado de este foso se modeló un enorme montículo de tierra de aspecto piramidal. A un nivel inferior, se pueden seguir los escasos cimientos visibles de otro recinto mucho más amplio que el anterior, que termina con una barrera de saeteras descolgada a unos metros del caserío. Sus medidas aproximadas son de 75 m de largo por 45 m de ancho. Situado a unos 80 m sobre la llanura del valle del Huerva, esta fortaleza de espíritu musulmán presenta características únicas en todo Aragón, como su torre forrada con un doble muro y el conjunto de yeserías de una de sus plantas. Construido y reparado con diversas técnicas, la principal materia prima usada para la construcción del edificio fue el yeso autóctono, lo que proporcionó al conjunto un aspecto uniforme de difícil diferenciación del terreno sobre el que se asienta. La principal técnica constructiva fue la del encofrado, que se basa en la técnica del tapial, ambas usadas en la fortificación. La fecha de su construcción no es conocida, pero se sabe que en el año 935 fue ampliado por orden del califa Abd al-Rahman III para convertirlo en la plaza principal en la ofensiva contra la rebelión de Zaragoza contra el califato. Fue declarado Bien de Interés Cultural (BOA n.º 57, de 22/5/2006). Actualmente[¿cuándo?] se han retomado las visitas guiadas tras dos años cerrado al público.

- Iglesia parroquial: dedicada a la Virgen de la Inmaculada Concepción, se encuentra en la plaza del pueblo. Construida en ladrillo, su estilo es barroco aragonés, como el convento de Santa Fe o la Cartuja de Aula Dei. Destaca su esbelta torre. Perteneció al Convento de Santa Fe, de la orden de San Bernardo.

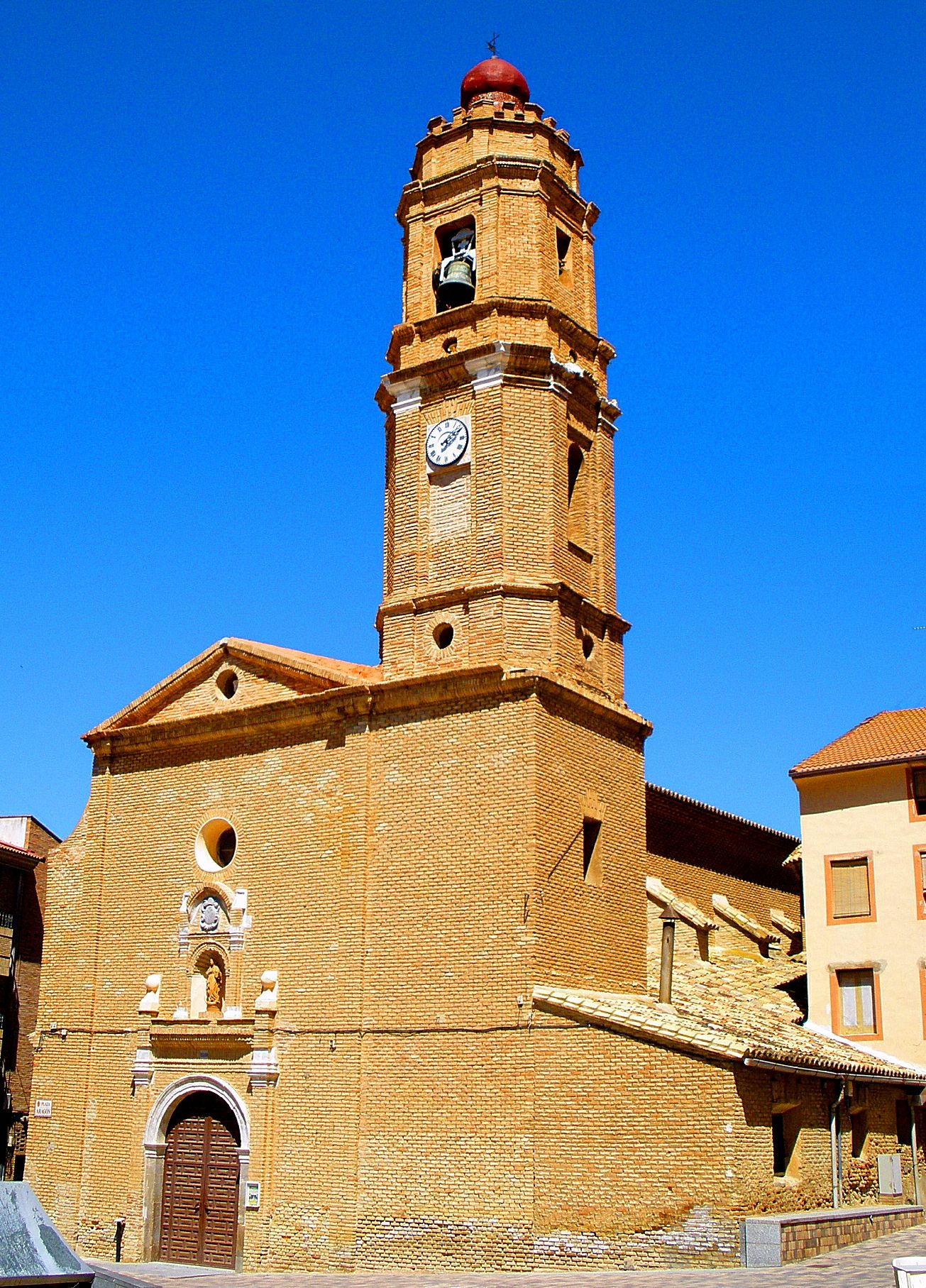
Iglesia de la Inmaculada Concepción

- Monasterio de Santa Fe: gran conjunto monacal, de época barroca, resultado de las sucesivas ampliaciones del monasterio a lo largo de su historia. De él dependían las parroquias de Cadrete y Cuarte, entre las que se encuentra situado. La orden cisterciense que lo ocupó se dedicaba al cultivo de las tierras de Cadrete y Cuarte, cultivando olivos y cereales. El 16 de junio de 1808, tras la derrota del ejército Imperial francés en el primer sitio de Zaragoza, éste marchó hacia el monasterio de Santa Fe, donde cometieron cuantos robos, sacrilegios y desórdenes cabe en un ejército abandonado a toda especia de maldades, matando al abad, tres monjes y cuatro criados, robando los ornamentos sagrados, matando al ganado, inutilizando los cultivos y quemando el convento. Con la desamortización de Mendizábal termina la historia eclesiástica del monasterio. En la actualidad, forma parte del barrio zaragozano de Casablanca, perteneciendo a particulares; su estado de conservación no es bueno, pues las techumbres están derruidas y se mantiene en pie gracias a una estructura de refuerzo interior. No se puede visitar, pero su visión es impresionante.

- Las Colinas de Cadrete: conjunto geológico protegido en las estribaciones de las planas de Zaragoza, con impresionantes barrancos de origen Karst con una interesante flora y fauna esteparia, incluso mamíferos, como zorros, corzos o jabalíes.

## Personas destacadas
- Baray de Remindjo (Alfaquí de la Aljama de Cadrete) Autor de Breve Compendio de Nuestra Santa Ley y Sunna.
- Juan Zapata de Cadrete Justicia de Aragón de 1290 a 1295. Pertenecía a una ilustre y noble familia residente de antiguo en Calatayud y destacó, en principio, en el ejercicio de los empleos de Juez de Curia y Embajador en Francia e Inglaterra. Siendo Justicia de Aragón tuvo que interceder numerosas veces para resolver las diferencias surgidas entre el monarca Alfonso III y los nobles aragoneses y este rey le hizo donación de los lugares de Juslibol y Cadrete. Por su fidelidad a dicho rey, los Unionistas le quemaron el primero de aquellos pueblos, recibiendo en recompensa el de San Mateo de Gállego, situado, como los anteriores, en las cercanías de Zaragoza. Presidió las Cortes de 1290 en las que se tomaron algunas providencias para sancionar algunos negocios de ciertos magnates. Ceñida la corona por Jaime II en 1291 le prestó su consejo en muchas ocasiones y especialmente en sus altercados con Artal de Alagón, casado con la Infanta Teresa, hermana del monarca. Padre de Miguel, Rodrigo y de García. Murió en enero de 1295.[12]
- Miguel Pérez de Zapata, Señor de Cadrete, fue también Señor de Quart (Gerona), de Os (Lérida) y de María de Huerva (Zaragoza). Hijo de Juan, asistió a las Cortes del año 1325, y fue Capitán de la gente de a caballo y de a pie de la Guarda del Rey don Alonso IV que entonces decían de su acompañamiento, y fue enviado a las fronteras de Castilla para dar favor a don Juan Manuel, y fue del Consejo de dicho Rey, y muy favorecido suyo. El cual favoreció mucho al Rey don Pedro IV siendo Príncipe contra la madrastra la Reina doña Leonor, y por eso fue desterrado de la Corte. Y después en 1335 fue con doscientos hombres en favor del Gobernador de Navarra y encontrándose con un grande ejército de castellanos, fue roto y preso. Cayó prisionero en la batalla de Fitero con sus sobrinos, siendo llevados prisioneros a Castilla, y al recobrar la libertad en Segovia, a instancias de la reina de Aragón, el Rey don Pedro IV le concedió para él, los suyos y para sus sobrinos y descendientes la gracia de orlar el escudo de gules y en ella colocar los ocho escudetes con banda de sable. Miguel Pérez de Zapata, en acción de gracias de haber obtenido la libertad, fundó el Monasterio de Santa Fe. Este caballero fundó el Monasterio, Casa de frailes de la Orden del Cister, con la invocación de Santa Fe en la Diócesis de Zaragoza en 1341. Y dos años después se halló en la guerra que el Rey hizo a su tío el Rey de Mallorca, cuando le ganó sus reinos. Y fue este caballero Gobernador de Aragón en 1344. Y fue por embajador al Papa al año siguiente sobre los negocios del Rey de Mallorca. Después sirvió mucho contra las Uniones de Aragón y Valencia como persona de mucha autoridad y experiencia, y tuvo encomendado el Gobierno de Zaragoza y de la serranía. Este caballero fue Señor de Cadret, Quart y Purroy. Y en la guerra que se hizo contra el Rey don Pedro de Castilla en 1335 sirvió mucho, y en ella al Gobernador de Aragón, que tuvo a su cargo la defensa de Zaragoza, se le mandó no hiciese cosa sin el parecer de este caballero. El cual fue casado con Sancha Garcés, y por segunda con Elvira Ruiz de Liori, y de esa segunda tuvo a Rodrigo Zapata, que prendió al Conde Golisano en la guerra de Sicilia.[13]
- Rodrigo Zapata Cadret, poseyó en la isla de Cerdeña el señorío de Jarezú.[13]
- Doctor Mateo Bonafonte Nogués (Cadrete, 21 de septiembre de 1862 - Cuenca, 1940) Catedrático de Medicina y Obstetricia en las Universidades de Zaragoza, Sevilla y Barcelona (de la que fue decano en 1925). En 1909 se marchó a Berlín porque la medicina estaba allí más avanzada. Es en 1925 cuando el pueblo de Cadrete reconoce su labor, dedicándole una calle: la Calle Mayor pasó a denominarse Calle del Doctor Bonafonte.
- Monseñor Pascual Galindo Romeo (1892 - 1990), catedrático de Lengua y Literatura latinas en las universidades de Santiago, Zaragoza y Madrid. Además de ser un experto profesor de la lengua latina, fue un investigador infatigable de la diplomacia pontificia en los archivos de las diócesis aragonesas, navarra y riojana. Una de sus primeras investigaciones versó sobre el Papa Luna (Benedicto XIII), cuya figura rastreó en los archivos vaticano, de París y Madrid.
- Manuel Ricardo Ibarra García, Catedrático del Departamento de Física de la Materia Condensada de la Universidad de Zaragoza y director del Instituto Universitario de Nanociencia de Aragón.
- Jian Wang Escanilla Candial (2007 - ) Nadador. Con 17 años, participó en los Juegos Paralímpicos de París 2024 en la prueba de 200m combinado individual masculino - SM9.